# Mayako Nigo
Mayako Nigo (仁後真耶子?, Nigo Mayako; Tokyo, 2 dicembre 1979) è una doppiatrice giapponese, affiliata con l'agenzia I'm Enterprise. È principalmente conosciuta per il ruolo di Yayoi Takatsuki nell'anime e nel videogioco The Idolmaster.

## Ruoli principali
- Angel Tales : Hamster no Kurumi
- Arcana Heart: Lilica Felchenerow
- Arcana Heart 2: Lilica Felchenerow
- Arcana Heart 3: Lilica Felchenerow
- Rozen Maiden : Mrs. Rabbit
- Tenshi no Shippo Chu! : Hamster Kurumi
- The Idolmaster : Yayoi Takatsuki
- Dragon Crisis! : Misaki Etō